# The Day – Fight. Or Die.
The Day – Fight. Or Die. (Originaltitel: The Day) ist ein Endzeitfilm des Regisseurs Douglas Aarniokoski aus dem Jahr 2011. Die Deutschlandpremiere war am 30. November 2012.

## Handlung
The Day betrachtet einen Tag im Leben einer Gruppe von fünf Menschen auf ihrem Weg durch eine postapokalyptische Welt. Die Erkrankung eines Gruppenmitgliedes zwingt sie zur Rast in einem verlassen Farmhaus. Der Fund vermeintlicher Nahrungskonserven stellt sich als Falle heraus. Ein Teil der Gruppe wird im Keller des Hauses eingesperrt. Die durch die ausgelöste Falle angelockten Fallensteller sind, wie von der Gruppe bereits angenommen, Kannibalen und können zunächst abgewehrt werden. Da eine Flucht nicht möglich ist, stellt sich die Gruppe zum Kampf, die im Laufe der Nacht ihren Höhepunkt erreicht. Am Ende ist nur noch eine der Protagonistinnen am Leben und setzt ihren Weg fort.
In einer Nebenhandlung wird der Führer der Kannibalen als fürsorglicher Vater eines Sohnes und einer Tochter gezeigt.

## Hintergrund
The Day wurde gedreht von Douglas Aarniokoski nach dem Buch von Luke Passmore. Die Dreharbeiten fanden im Herbst 2010 in Ottawa statt.

## Rezeption
Die Wertung bei Rotten Tomatoes ergab nach Auswertung von 16 Kritiken eine Quote von 31 % positiven.
Mit 6/10 schneidet der Film auf Gamona.de besser ab. Kritisiert wird die Figurenzeichnung, wohingegen die Optik gefällt.